# Regions d'Itàlia
Administrativament, Itàlia està dividida en vint regions. De les vint, n'hi ha cinc (Friül–Venècia Júlia, Sardenya, Sicília, Trentino–Alto Adige/Tirol del Sud i Vall d'Aosta) que tenen un estatut especial d'autonomia. I d'aquestes cinc, la regió del Trentino–Alto Adige/Tirol del Sud està constituïda per dues províncies autònomes: Trento i Bolzen. Culturalment, les regions italianes es poden agrupar en tres grans regions: nord (Itàlia nord-occidental i Itàlia nord-oriental), centre i sud (antic Regne de les Dues Sicílies).

## Llista
|  | Regió                                                                 | Capital             | Àrea en km² | Població  |
|  | --------------------------------------------------------------------- | ------------------- | ----------- | --------- |
|  | Els Abruços (Abruzzi)                                                 | L'Aquila            | 10.794      | 1.281.012 |
|  | Basilicata                                                            | Potenza             | 9.992       | 548.353   |
|  | Calàbria (Calabria)                                                   | Catanzaro           | 15.080      | 1.879.707 |
|  | La Campània (Campania)                                                | Nàpols (Napoli)     | 13.595      | 5.624.602 |
|  | (L')Emília-Romanya (Emilia-Romagna)                                   | Bolonya (Bologna)   | 22.124      | 4.449.457 |
|  | (El) Friül–Venècia Júlia (Friuli–Venezia Giulia)                      | Trieste             | 7.855       | 1.201.510 |
|  | El Laci (Lazio)                                                       | Roma                | 17.207      | 5.730.399 |
|  | La Ligúria (Liguria)                                                  | Gènova (Genoa)      | 5.421       | 1.518.495 |
|  | (La) Llombardia (Lombardia)                                           | Milà (Milano)       | 23.861      | 9.981.554 |
|  | Les Marques (Marche)                                                  | Ancona              | 9.694       | 1.498.236 |
|  | Molise                                                                | Campobasso          | 4.438       | 294.294   |
|  | Piemont (Piemonte)                                                    | Torí (Torino)       | 25.399      | 4.274.945 |
|  | La Pulla o Apúlia (Puglia)                                            | Bari                | 19.362      | 3.931.661 |
|  | Sardenya (Sardegna)                                                   | Càller (Cagliari)   | 24.090      | 1.600.228 |
|  | Sicília (Sicilia)                                                     | Palerm (Palermo)    | 25.708      | 4.846.767 |
|  | (El) Trentino-Alto Adige/Tirol del Sud (Trentino-Alto Adige/Südtirol) | Trento              | 13.607      | 1.078.194 |
|  | La Toscana                                                            | Florència (Firenze) | 22.997      | 3.692.865 |
|  | L'Úmbria (Umbria)                                                     | Perusa (Perugia)    | 8.456       | 865.452   |
|  | Vall d'Aosta (Valle d'Aosta, Vallée d'Aoste)                          | Aosta (Aoste)       | 3.263       | 124.089   |
|  | El Vèneto (Veneto)                                                    | Venècia (Venezia)   | 18.391      | 4.855.269 |

NotaEls articles davant del topònim s'usen dintre d'un context. En una llista com aquesta no són necessaris. Entre parèntesis s'indiquen usos variables.